# Pilia albicoma
Pilia albicoma là một loài nhện trong họ Salticidae.
Loài này thuộc chi Pilia. Pilia albicoma được Szombathy miêu tả năm 1915.